# Granite Island

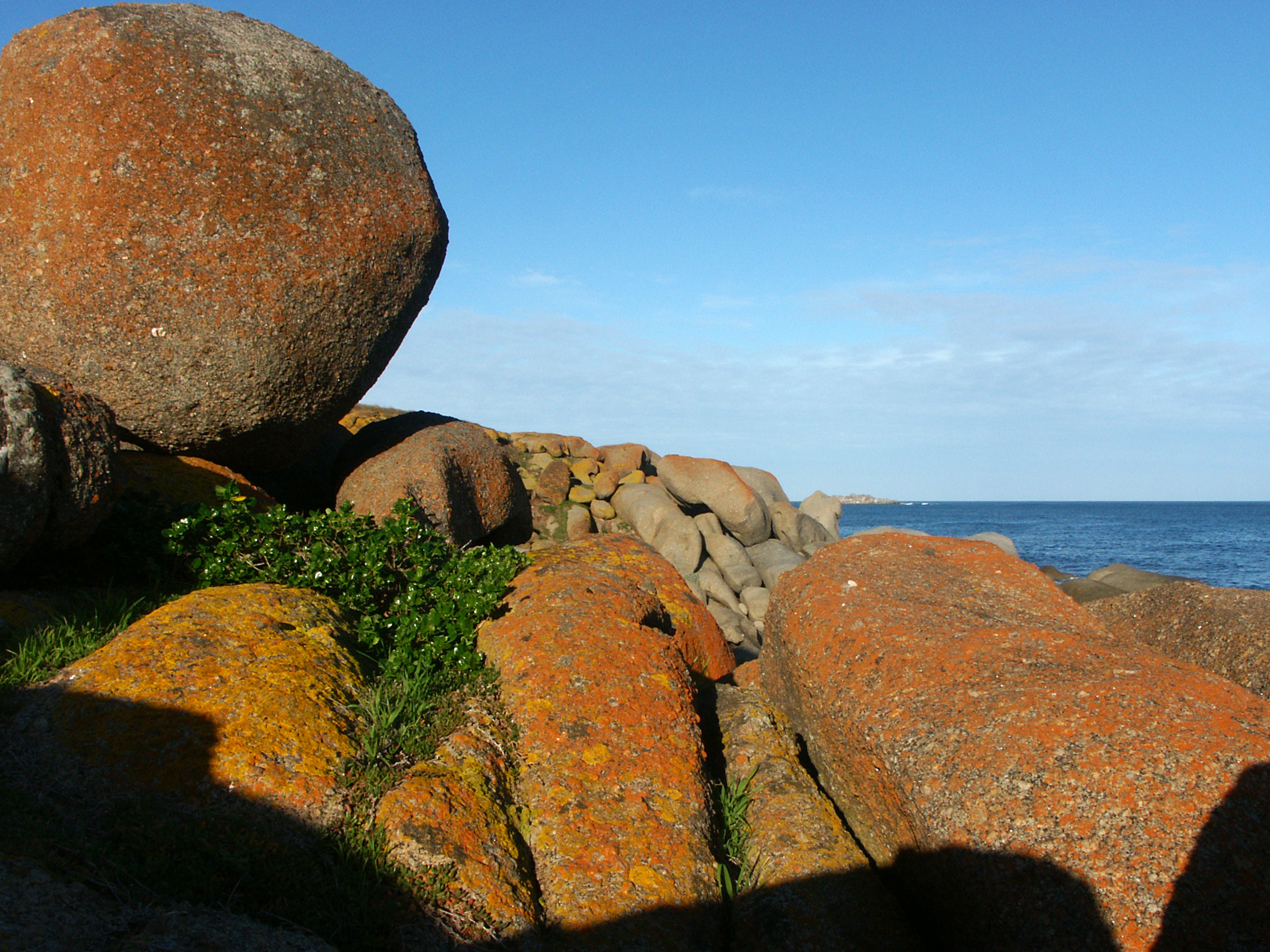
Crepuscolo sulla Granite Island, con i grandi massi di granito cui deve il proprio nome.

Granite Island è una piccola isola situata a qualche centinaia di metri di distanza da Victor Harbor, nello Stato federale dell'Australia Meridionale, un'ottantina di km a sud della capitale di quest'ultimo, Adelaide.
Prende nome dagli enormi massi di granito venati di lichene arancione che ne caratterizzano lo straordinario paesaggio costiero, insieme alla bassa vegetazione e ai punti panoramici che si possono ammirare lungo il Kaiki Walking Trail, un percorso di 1,5 km che segue tutto il perimetro dell'isola.

## Un parco naturale
Sull'intera isola, gestita dal National Parks and Wildlife Service, non è consentito erigere abitazioni; solo nella zona costiera settentrionale sorgono alcune strutture edilizie (risalenti alla campagna di sviluppo avviata nel 1994 con uno stanziamento di 11 milioni di dollari), come gli edifici del Penguin Centre, pensiline, ripari, negozio di souvenir, ristorante, bar e servizi per i gitanti e gli escursionisti. Il suo territorio costituisce infatti un parco naturale che è diventato un'attrazione turistica molto popolare (con 700.000 visitatori l'anno rappresenta l'attrazione naturalistica più frequentata di tutto lo Stato federale dell'Australia Meridionale), soprattutto per quanti desiderano osservare la colonia di circa 150 pinguini minori blu, comunemente noti come "pinguini delle fate" o "pinguini nani" (gli esemplari adulti non superano infatti i 40 cm d'altezza), che qui vivono e si riproducono. Oltre allo spettacolo offerto dal comportamento dei cuccioli e a quello del ritorno serale degli adulti dopo una giornata di caccia in mare, Granite offre anche la possibilità di dedicarsi alla pesca dal molo o dal frangiflutti e di godere dei suoi scenari naturali, tanto di terra quanto di mare (compresa, nei mesi centrali dell'anno, la comparsa delle balene).

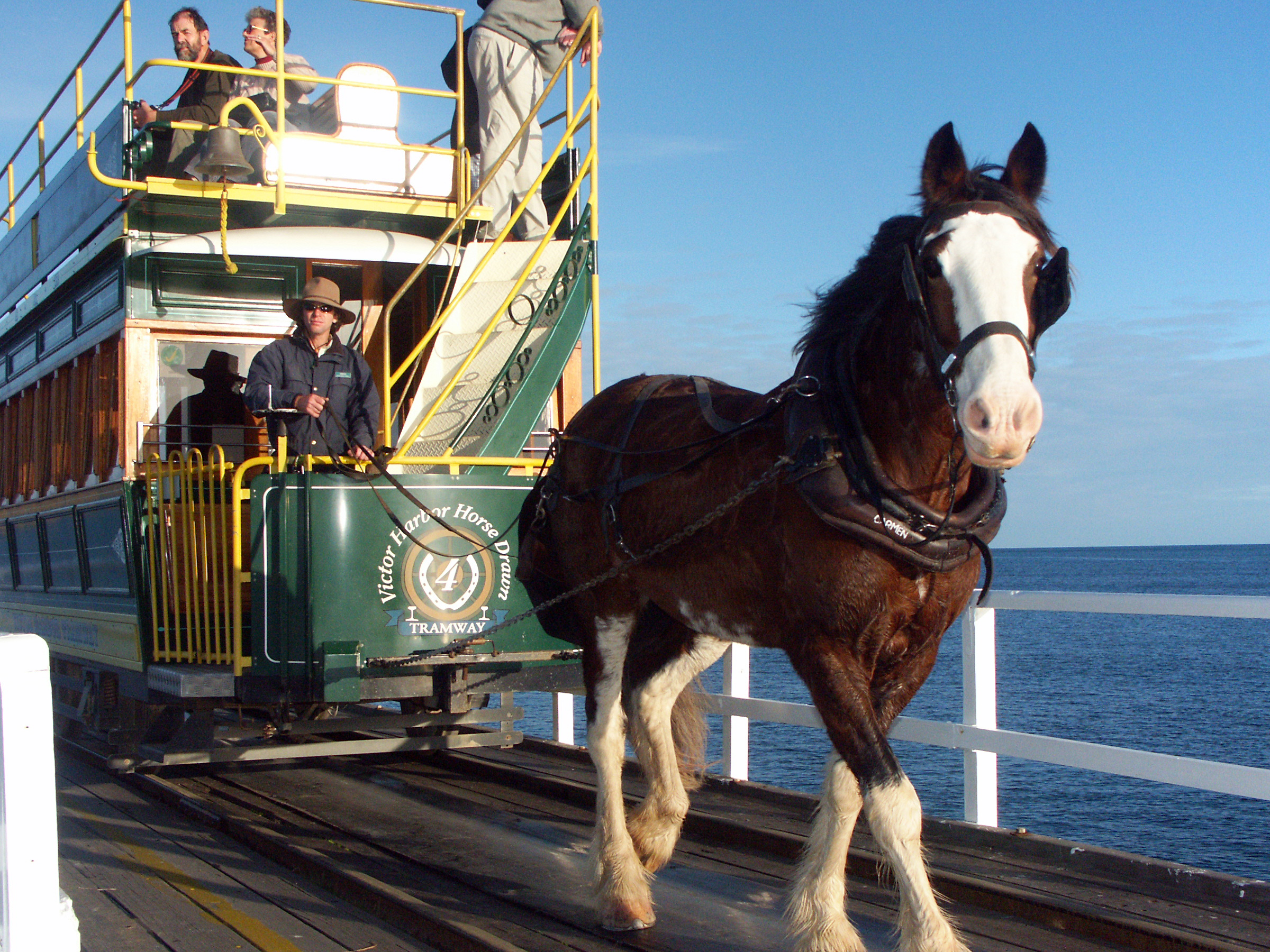
Il tradizionale tram a cavalli sulla strada rialzata che collega Granite Island con Victor Harbor.

Proprio per salvaguardarne l'insostituibile patrimonio naturalistico, l'isola si può raggiungere solo a piedi o utilizzando gli appositi tram a cavalli che fanno la spola lungo l'unica via d'accesso: la strada rialzata in legno che attraversa il breve tratto di mare (600 metri circa) dell'Encounter Bay, suddividendolo nelle due rade di Rosetta Harbour e Victor Harbour. Per lo stesso motivo, dopo il tramonto sull'isola sono ammesse solo visite guidate in numero limitato.
Un tempo collegata naturalmente al continente, Granite Island ha resistito alla forza erosiva dell'Oceano Indiano e delle piogge che hanno progressivamente asportato gli strati di terra sovrastante e circostante mettendo a nudo e isolando il complesso di enormi rocce granitiche formatesi e spinte verso la superficie terrestre circa 480 milioni di anni fa, durante l'era geologica del Paleozoico.

## Note

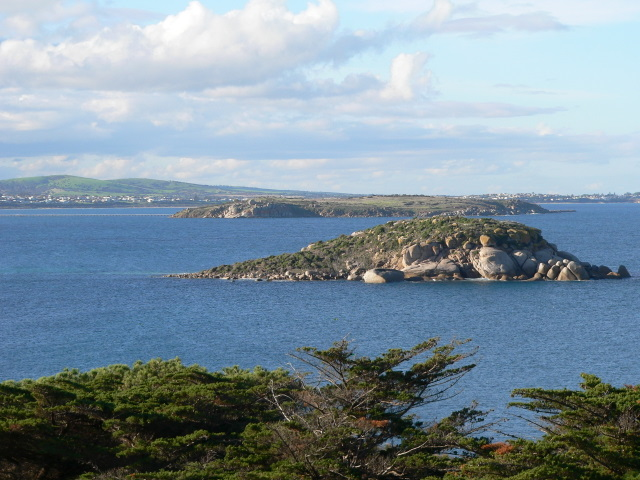
Le due isolette dell'Encounter Bay propriamente detta: Wright Island, in primo piano, e, dietro, Granite Island.